# Мельниченко, Виталий Юрьевич
Вита́лий Ю́рьевич Мельниче́нко (латыш. Vitālijs Meļņičenko; 11 ноября 1987, Рига) — латвийский футболист, вратарь.

## Интересные факты
- В чемпионатах Латвии забил один гол с пенальти. Это произошло 25 октября 2008 года на 90-й минуте игры между «Олимпом/АСК» и «Виндавой»[1][2].

## Достижения
- Чемпион Латвии: 2013.
- Бронзовый призёр чемпионата Латвии: 2012, 2015.
- Обладатель Кубка Латвии: 2012/13.
- Финалист Кубка Латвии: 2014/15.